# Depressão Central
Região fisiográfica localizada no Rio Grande do Sul, a Depressão Central, como o próprio nome diz, está na parte centro do estado, entre o Planalto Médio e a Serra do Sudeste. É formada pelos municípios principais Porto Alegre, Gravataí, Santa Maria, Guaíba, Taquari, Canoas, Cachoeira do Sul, Santa Cruz do Sul, e ocupa uma área de 31.778 km².
O relevo da região é suavemente ondulado; a altitude é inferior a 100 m, com algumas áreas de tabuleiros alcançando entre 250 e 300 m. O solo é composto por aluvião ao longo dos rios e arenitos ao sul e norte do rio Jacuí, sendo em termos de nutrientes trocáveis materiais relativamente pobres. Na região de transição entre a Serra Geral e a Serra do Sudeste ocorrem arenitos, folhelhos e siltitos. A vegetação divide-se em campestre, silvática e palustre; no sul predominam as formações campestres enquanto espécies florestais são encontradas a norte do Jacuí.
É uma das duas regiões mais quentes do estado juntamente com a Campanha, com taxa de precipitação por volta de 1600 mm. Os ventos são de leste, havendo também curtos e infrequentes ventos de norte.